# Erysiphe

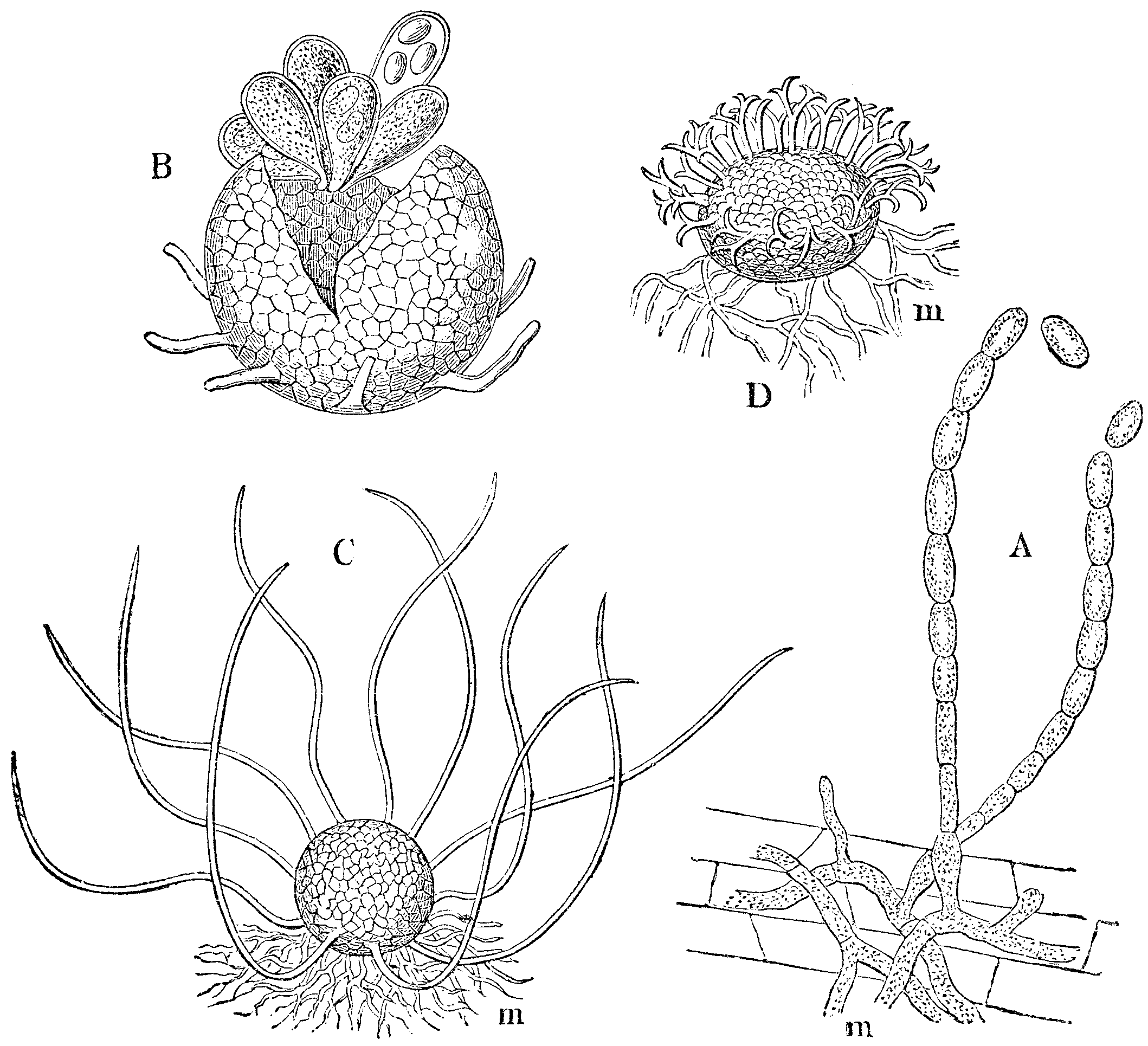
Morfologia i rozmnażanie Erysiphe cruciferarum

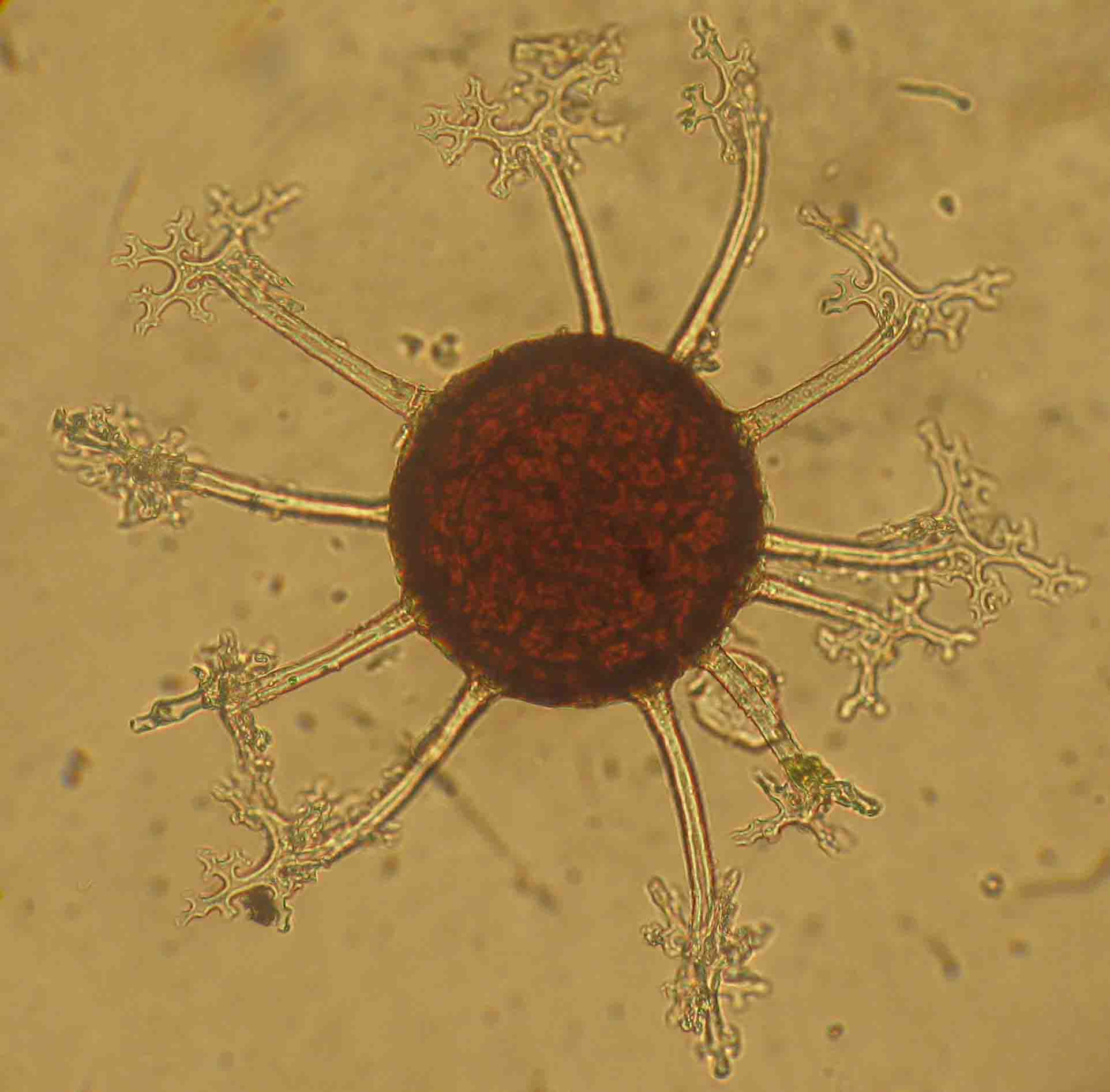
Klejstotecjum z przyczepkami u Erysiphe alphitoides

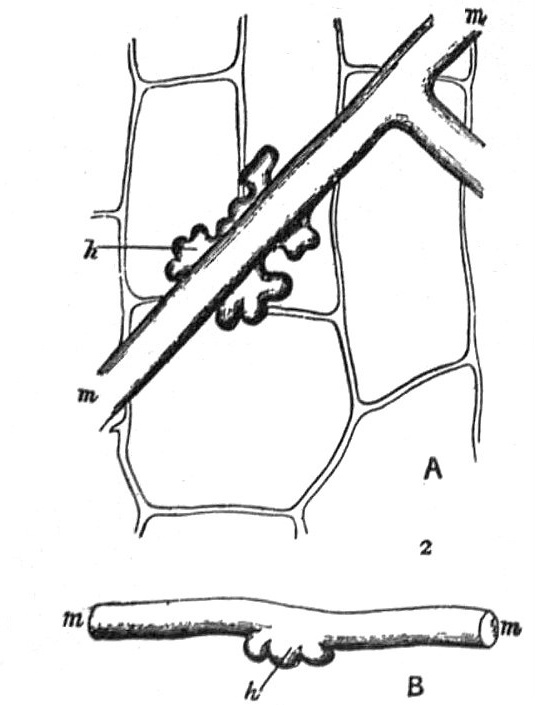
Morfologia: m – strzępka, h – ssawka

Erysiphe R. Hedw. ex DC. (mączniak) – rodzaj grzybów z rodziny mączniakowatych (Erysiphaceae. Należy do niego duża liczba gatunków. Są to tzw. grzyby mikroskopijne. W Polsce stwierdzono występowanie ponad 50 przedstawicieli rodzaju Erysiphe. Jest to jednak tylko liczba przybliżona i to z różnych powodów. Po pierwsze w wyniku dalszych badań terenowych zapewne odkryte zostaną nowe gatunki dotąd w Polsce nie potwierdzone, po drugie taksonomia w obrębie grzybów workowych na Index Fungorum dynamicznie zmienia się. Liczne gatunki w polskim opracowaniu zaliczane do Erysiphe, w Index Fungorum zostały już przeniesione do rodzajów Golovinomyces, Neoerysiphe i Leveillula, zaś liczne gatunki z rodzajów Microsphaera i Uncinula zostały na Index Fungorum włączone do Erysiphe.

## Morfologia i rozwój
Pasożyty obligatoryjne roślin wyższych. Wywołują u nich chorobę o nazwie mączniak prawdziwy. Ich grzybnia rozwija się wyłącznie na powierzchni zaatakowanej rośliny tworząc biały, mączysty nalot. Do epidermy wnikają tylko jej ssawki, za pomocą których pobiera z rośliny żywicielskiej substancje pokarmowe i wodę. Rozmnażają się bezpłciowo i płciowo. Podczas rozmnażania bezpłciowego (konidiogenezy) wytwarzane są konidia, często w łańcuszkach bazypetalnych. Płciowo rozmnażają się za pomocą owocników typu klejstotecjum. Na owocnikach tych występują sztywne przyczepki bez poprzecznych przegród, o końcach raz albo wielokrotnie dichotomicznie rozgałęziających się.

## Systematyka i nazewnictwo
Pozycja w klasyfikacji według Index Fungorum: Erysiphaceae, Helotiales, Leotiomycetidae, Leotiomycetes, Pezizomycotina, Ascomycota, Fungi.
Synonimy:

- Alphitomorpha Wallr.
- Bulbomicrosphaera A.Q. Wang
- Bulbouncinula R.Y. Zheng & G.Q. Chen
- Calocladia Lév.
- Erysiphe sect. Trichocladia de Bary
- Erysiphella Peck
- Erysiphopsis Halst.
- Furcouncinula Z.X. Chen
- Ischnochaeta Sawada
- Linkomyces Golovin

Medusosphaera Golovin & Gamalizk.
- Microsphaera Lév.
- Orthochaeta Sawada
- Salmonomyces Chidd.
- Setoerysiphe Y. Nomura
- Tigria Trevis.
- Trichocladia (de Bary) Neger
- Uncinula Lév.
- Uncinulella Hara
- Uncinuliella R.Y. Zheng & G.Q. Chen[5].

Gatunki występujące w Polsce:
- Erysiphe adunca (Wallr.) Fr.
- Erysiphe alphitoides (Griffon & Maubl.) U. Braun & S. Takam. 2000
- Erysiphe astragali DC. 1815
- Erysiphe aquilegiae DC. 1815,
- Erysiphe arcuata U. Braun, V.P. Heluta & S. Takam. 2007
- Erysiphe azaleae (U. Braun) U. Braun & S. Takam. 2000
- Erysiphe baeumleri (Magnus) U. Braun & S. Takam. 2000
- Erysiphe begoniicola U. Braun & S. Takam. 2000
- Erysiphe berberidis DC. 1805
- Erysiphe betae (Vaňha) Weltzien 1963
- Erysiphe buhrii U. Braun 1978
- Erysiphe carpinicola (Hara) U. Braun & S. Takam. 2000
- Erysiphe catalpae Simonyan 1984
- Erysiphe circaeae L. Junell 1967
- Erysiphe clandestina (Biv.) 1815
- Erysiphe convolvuli DC. 1805
- Erysiphe cruciferarum Opiz ex L. Junell 1967
- Erysiphe deutziae (Bunkina) U. Braun & S. Takam.
- Erysiphe divaricata (Wallr.) Schltdl. 1824
- Erysiphe elevata (Burrill) U. Braun & S. Takam. 2000
- Erysiphe euonymi DC. 1815
- Erysiphe euonymi-japonici (Vienn.-Bourg.) U. Braun & S. Takam. 2000
- Erysiphe flexuosa (Peck) U. Braun & S. Takam. 2000
- Erysiphe friesii (Lév.) U. Braun & S. Takam. 2000
- Erysiphe gorlenkoi (F.T. Chien) Giril. & Gulis 2005
- Erysiphe geraniacearum U. Braun & Simonyan 1984
- Erysiphe guarinonii (Briosi & Cavara) U. Braun & S. Takam. 2000
- Erysiphe hedwigii (Lév.) U. Braun & S. Takam. 2000
- Erysiphe hedysari (U. Braun) U. Braun & S. Takam. 2000
- Erysiphe helichrysi U. Braun 1987
- Erysiphe heraclei DC. 1815
- Erysiphe howeana U. Braun 1982
- Erysiphe hyperici (Wallr.) S. Blumer 1933
- Erysiphe hypophylla (Nevod.) U. Braun & Cunningt. 2003
- Erysiphe knautiae Duby 1830
- Erysiphe lonicerae DC. 1815)
- Erysiphe lycopsidis R.Y. Zheng & G.Q. Chen 1981
- Erysiphe lythri L. Junell 1967
- Erysiphe magnusii (S. Blumer) U. Braun & S. Takam. 2000
- Erysiphe mayorii S. Blumer 1933
- Erysiphe necator (Schwein.) Burrill 1892
- Erysiphe ornata (U. Braun) U. Braun & S. Takam. 2000
- Erysiphe paeoniae R.Y. Zheng & G.Q. Chen 1981
- Erysiphe palczewskii (Jacz.) U. Braun & S. Takam. 2000
- Erysiphe penicillata (Wallr.) Link 1824
- Erysiphe pisi DC. 1805
- Erysiphe polygoni DC. 1821
- Erysiphe prunastri (DC.) 1815
- Erysiphe russellii (Clinton) U. Braun & S. Takam. 2000
- Erysiphe symphoricarpi (Howe) U. Braun & S. Takam. 2000
- Erysiphe syringae Schwein. 1832
- Erysiphe syringae-japonicae (U. Braun) U. Braun & S. Takam. 2000
- Erysiphe thesii L. Junell 1967
- Erysiphe tortilis (Wallr.) Link 1824
- Erysiphe trifolii Grev. 1824
- Erysiphe trifoliorum (Wallr.) U. Braun 2010
- Erysiphe ulmariae Pers. ex Desm. 1846
- Erysiphe vanbruntiana (W.R. Gerard) U. Braun & S. Takam. 2000
- Erysiphe viburni Duby 1830
- Erysiphe urticae (Wallr.) S. Blumer 1933

Nazwy naukowe na podstawie Index Fungorum. Wykaz gatunków według Listy grzybów mikroskopijnych Polski.